# Království (přírodní rezervace)
Království je přírodní rezervace poblíž obce Grygov v okrese Olomouc. Jedná se o rozlehlý (cca 2½ × 2½ km) lužní les v rovině mezi říčkou Morávkou (bočním ramenem Moravy) a železniční tratí Olomouc–Přerov. Oblast spravuje Agentura ochrany přírody a krajiny ČR. Původní nařízení OÚ Olomouc z roku 1995 bylo zrušeno nařízením Olomouckého kraje č. 5/2012 ze dne 20. března 2012.
Důvodem ochrany jsou přírodě blízké ekosystémy s výskytem typických a vzácných druhů rostlin a živočichů, přírodní stanoviště – dubohabřiny asociace Galio-Carpientum a smíšené lužní lesy s dubem letním (Quercus robur), jilmem vazem (Ulmus laevis), jilmem habrolistým (Ulmus minor), jasanem ztepilým (Fraxinus excelsior) nebo jasanem úzkolistým (Fraxinus angustifolia), podél velkých řek atlantské a středoevropské provincie. Přírodní rezervace sama o sobě, jakožto hodnotný fragment ekosystému, tvoří v územním systému ekologické stability přirozené biocentrum regionálního významu. Cílem ochrany je zachovat na dostatečně velkém území trvalou existenci a umožnit další vývoj přirozeným lesním biocenózám s typickou flórou a faunou.

## Galerie

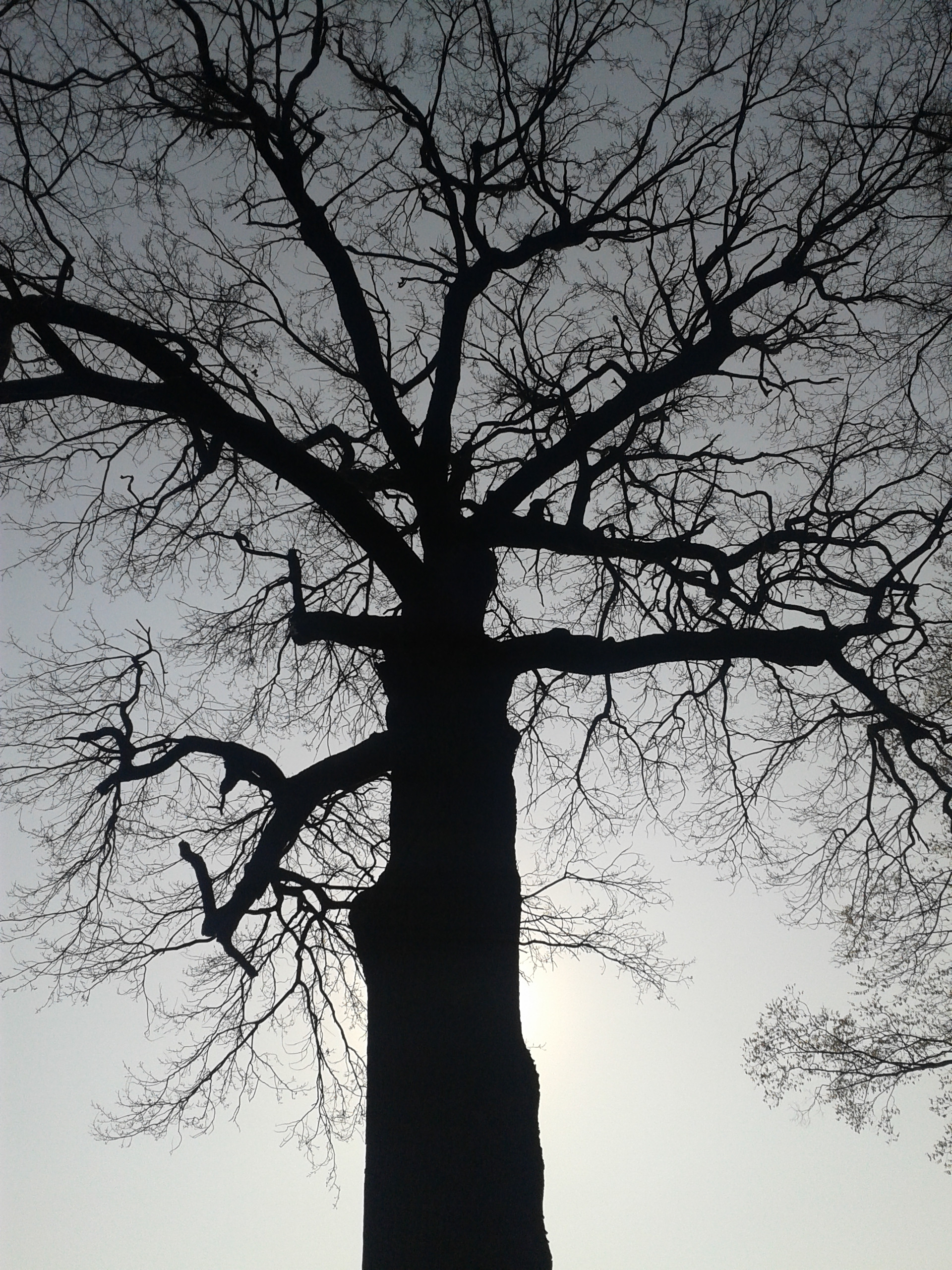
Koruna Krále dubu
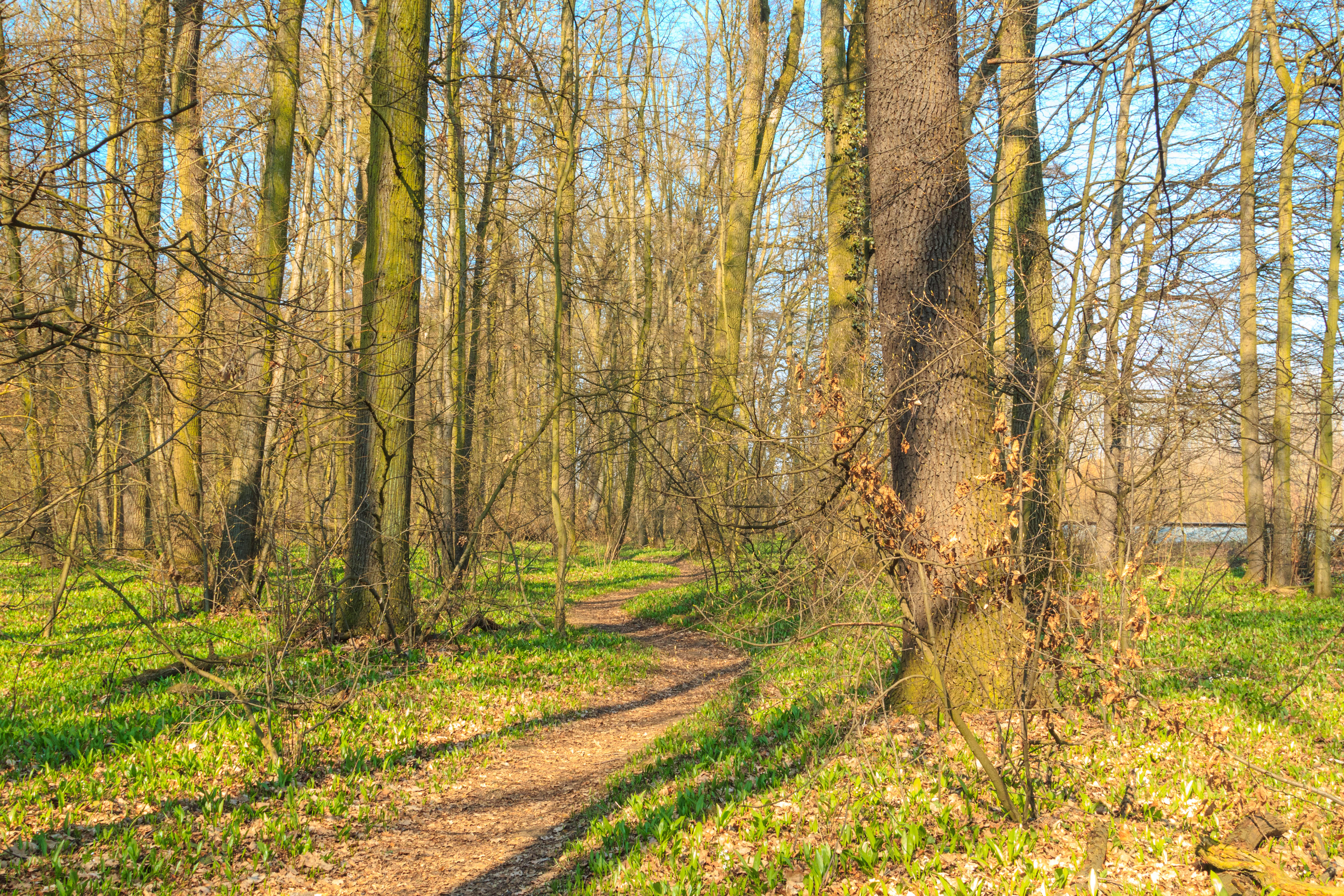
Pěšina mezi duby
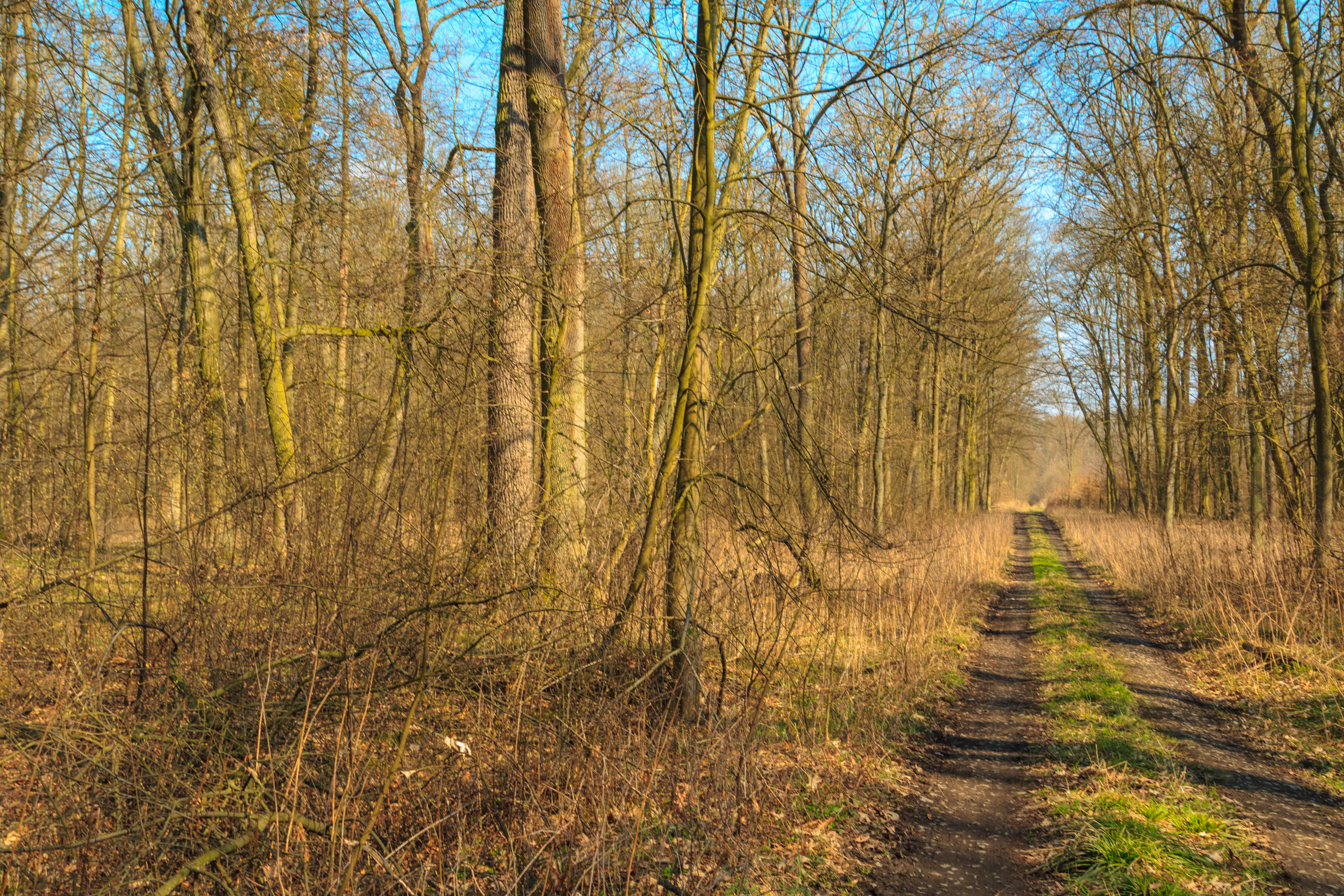
Cesta